# Сяргиярви (озеро, Ведлозерское сельское поселение, северо-восточное)
Сяргиярви — озеро на территории Ведлозерского сельского поселения Пряжинского района Республики Карелия.

## Общие сведения
Площадь озера — 0,6 км². Располагается на высоте 118,8 метров над уровнем моря.
Форма озера лопастная, продолговатая: вытянуто с севера на юг. Берега каменисто-песчаные, местами заболоченные.
С востока озеро протокой соединяется с озером Куккозеро. С запада из Сяргиярви вытекает ручей Райоя, впадающий в озеро Турколампи, откуда вытекает ручей Турконоя, впадающий с левого берега в реку Нялма, впадающую в Ведлозеро.
В озере расположены два острова без названия.
С запада и севера от озера проходит лесовозная дорога.
Населённые пункты возле озера отсутствуют. Ближайший — деревня Куккойла — расположен в 5,5 км к югу от озера.
Код объекта в государственном водном реестре — 01040300211102000014381.